# عباسقلی خواجه‌نوری
عباسقلی خواجه‌نوری (۴ تیر ۱۲۹۴–فروردین ۱۳۷۲) آماردان ایرانی و استاد دانشگاه تهران بود. او را پدر علم آمار در ایران می‌دانند.